# Alta corte di cassazione e giustizia
L'Alta corte di cassazione e giustizia (abbreviata ACCG, ex Corte suprema di giustizia) (in lingua romena: Înalta Curte de Casație și Justiție, abbreviata ÎCCJ ex Curtea Supremă de Justiție) è l'organo giurisdizionale supremo della Romania. L'Alta corte di cassazione è competente nel conoscere il ricorso per motivi di diritto e di garantire un'interpretazione coerente sull'applicazione della legge da parte di altri tribunali.
L'ACCG ha avuto diversi nomi nel corso della sua esistenza: "Curtea suprema" (Corte di cassazione) e "Tribunal Suprem" (Tribunale supremo) durante il comunismo (rispettivamente 1948-1952 e 1952-1989), e "Curtea Suprema de Justitie" (Corte suprema di giustizia) 1990-2003. Il nome "Înalta Curte de Casaţie şi Justitie" è stato re-introdotto nel 2003, essendo stato utilizzato anche durante il Regno di Romania (1861-1947).

## Organizzazione
L'Alta corte di cassazione e giustizia è organizzata in:
- sezione proprietà civile e intellettuale,
- sezione penale,
- sezione commerciale,
- dipartimento amministrativo e fiscale
- Pannello dei nove giudici, e sezioni.

Queste sezioni ascoltano i ricorsi contro le decisioni delle corti d'appello e altre decisioni. Tra le altre cose, risolve le richieste di trasferimento e di conflitti di competenza. Il Pannello dei 9 giudici risolve ricorsi e petizioni in casi di sentenza in primo grado dalla sezione penale della Corte di cassazione e di giustizia e opera come campo disciplinare. Le Sezioni si occupano degli appelli su questioni di diritto e risolve denunce relative al cambiamento dell'Alta corte di cassazione e giustizia.
L'Alta corte di cassazione funziona operando in più diversi dipartimenti e direzioni: Direzione di legislazione, studi, documentazione e informatica giuridica, ufficio, economico-finanziario e amministrazione, ufficio informazione e relazioni pubbliche, ufficio relazioni internazionali, Dipartimento di internal audit. L'Alta corte di cassazione e giustizia è l'unico organo in Romania. La corte suprema opera presso l'Alta corte di cassazione e giustizia, essa è presentata dal presidente, dal vice presidente e dal Collegio esterno.

## Leadership
L'Alta corte di cassazione e giustizia è rappresentata da un presidente, coadiuvato dal vice presidente e da un consiglio. Il presidente della Corte di cassazione è, dal settembre 2010, Livia Doina Stanciu. L'Assemblea generale della Corte suprema di cassazione e giustizia deve nominare due membri del Consiglio superiore della magistratura. La stessa assemblea deve approvare la relazione annuale di attività (rilasciata) e il bilancio dell'istituzione.
Secondo la legge, "il presidente, i vice presidenti delle sezioni e l'Alta corte di cassazione e giustizia è nominata dal presidente, su proposta del Consiglio superiore della magistratura, i giudici dell'Alta corte che hanno lavorato per almeno due anni". La funzione è stabilita per un periodo di tre anni, con la possibilità di un secondo mandato.

## Presidenti della AACG
| No.                                  | Nome                                 | Inizio mandato                       | Termine mandato                      |
| Alta corte di cassazione e giustizia | Alta corte di cassazione e giustizia | Alta corte di cassazione e giustizia | Alta corte di cassazione e giustizia |
| ------------------------------------ | ------------------------------------ | ------------------------------------ | ------------------------------------ |
| 1                                    | Vasile Sturza                        | 14 febbraio 1862                     | 19 ottobre 1868                      |
| 2                                    | Constantin Hurmuzache                | 24 ottobre 1868                      | 8 marzo 1869                         |
| 3                                    | Scarlat Fălcoianu                    | 8 marzo 1869                         | 3 settembre 1876                     |
| 4                                    | Alexandru Creţescu                   | 3 settembre 1876                     | 15 ottobre 1886                      |
| 5                                    | Constantin Schina                    | 15 ottobre 1886                      | 1º aprile 1906                       |
| 6                                    | Scarlat Ferekyde                     | 1º aprile 1906                       | 1º maggio 1909                       |
| 7                                    | G.N. Bagdat                          | 1º maggio 1909                       | 1º ottobre 1911                      |
| 8                                    | Corneliu Manolescu                   | 1911                                 | 1918                                 |
| 9                                    | Victor Romniceanu                    | 1919                                 | 5 agosto 1924                        |
| 10                                   | Gheorghe Buzdugan                    | 5 agosto 1924                        | 5 giugno 1927                        |
| 11                                   | Oscar Nicolescu                      | 5 agosto 1927                        | 7 novembre 1930                      |
| 12                                   | Ion Stambulescu                      | 7 novembre 1930                      | 17 febbraio 1931                     |
| 13                                   | Dimitrie Volanschi                   | 24 marzo 1931                        | 1º giugno 1938                       |
| 14                                   | Andrei Rădulescu                     | 1º giugno 1938                       | Settembre 1940                       |
| 15                                   | Dimitie Lupu                         | Settembre 1940                       | 1944                                 |
| 16                                   | Oconel Cireş                         | 1944                                 | 1945                                 |
| 17                                   | Petre Davidescu                      | 1945                                 | 1947                                 |
| (16)                                 | Oconel Cireş                         | 1947                                 | 1948                                 |
| Corte suprema                        |                                      |                                      |                                      |
| (16)                                 | Oconel Cireş                         | 1949                                 | 1º aprile 1949                       |
| 18                                   | Gheorghe Stere                       | 1º aprile 1949                       | 1º agosto 1952                       |
| Tribunale supremo                    |                                      |                                      |                                      |
| 18                                   | Gheorghe Stere                       | 1º agosto 1952                       | 24 gennaio 1953                      |
| 19                                   | Stelian Niţulescu                    | 24 gennaio 1953                      | 1º luglio 1954                       |
| 20                                   | Alexandru Voitinovici                | 1º luglio 1954                       | Marzo 1967                           |
| 21                                   | Emilian Nucescu                      | Marzo 1967                           | Agosto 1975                          |
| 22                                   | Constantin Stătescu                  | Agosto 1975                          | Gennaio 1977                         |
| 23                                   | Iustin Grigoraş                      | Gennaio 1977                         | Novembre 1979                        |
| 24                                   | Ioan Sălăjan                         | Novembre 1979                        | 27 dicembre 1989                     |
| Corte suprema di giustizia           |                                      |                                      |                                      |
| 24                                   | Ioan Sălăjan                         | 27 dicembre 1989                     | 3 gennaio 1990                       |
| 25                                   | Teodor Vasiliu                       | 3 gennaio 1990                       | 20 luglio 1990                       |
| 26                                   | Teofil Pop                           | 20 luglio 1990                       | 17 giugno 1992                       |
| 27                                   | Valeriu Bogdănescu                   | 13 luglio 1992                       | 25 luglio 1994                       |
| 28                                   | Gheorghe Uglean                      | 20 dicembre 1994                     | 20 giugno 1998                       |
| 29                                   | Sorin Moisescu                       | 20 giugno 1998                       | 6 aprile 2000                        |
| 30                                   | Paul Florea                          | 27 aprile 2000                       | 18 ottobre 2003                      |
| Alta corte di cassazione e giustizia |                                      |                                      |                                      |
| 30                                   | Paul Florea                          | 18 ottobre 2003                      | 16 giugno 2004                       |
| 31                                   | Nicolae Popa                         | 14 luglio 2004                       | 14 settembre 2009                    |
| 32                                   | Lidia Bărbulescu                     | 14 settembre 2009                    | 15 settembre 2010                    |
| 33                                   | Doina Livia Stanciu                  | 17 settembre 2010                    | incarico                             |